# Stratton (Film)
Stratton ist ein britischer Actionthriller von Simon West mit Dominic Cooper, Gemma Chan, Austin Stowell, Tyler Hoechlin und Tom Felton. Das Drehbuch stammt von Warren Davis II und Duncan Falconer, der auch die Romanvorlage schrieb. In Deutschland erschien der Film am 28. Juli 2017 direkt auf DVD.

## Handlung
John Stratton vom Special Boat Service soll zusammen mit dem amerikanischen Agenten Marty biochemische Waffen im Irak sicherstellen. Im Labor finden sie das komplette Personal jedoch tot vor. Beim Angriff des Terroristenführers Grigory Barovsky wird Marty getötet. Barovsky flüchtet mit dem Kampfstoff und tötet mit dem Giftgas alle Bewohner eines Dorfs in der Ukraine.
Von einem Bombenbauer in Rom erfahren Stratton und sein Team, dass er für Barovsky ein Drohnensystem entwickelt hat, um die Biowaffe freizusetzen. Barovsky kann wieder entkommen. Nach dem Tod seines Führungsoffiziers wird der Maulwurf Cummings von Barovsky zur Mitarbeit erpresst. Cumings vereinbart den Austausch des Drohnenmoduls gegen einen amerikanischen Journalisten, der in Tschetschenien entführt wurde. Die Übergabe entpuppt sich als Hinterhalt. Stratton vermutet Cummings als Doppelagent hinter den fehlgeschlagenen Missionen und der Übergabe. Anhand der in Rom sichergestellten Drohne findet das Team heraus, dass London das Ziel der Anschläge ist.
Im Hafen von London können Stratton und sein Team die Terroristen stellen. Barovsky entkommt mit einem Behälter des Kampfmittels. Cummings entführt seine Kollegin Aggy in ein Busdepot, bevor er sich selbst tötet. Barovsky lädt eine Kiste mit einer Drohne in einen Doppeldeckerbus und will das Gas in London freisetzen. Mit Aggys Hilfe kann Stratton den Bus verfolgen und die Terroristen stellen. Barovsyk wird beim anschließenden Schusswechsel getötet und das Kampfmittel vernichtet.

## Produktion
Ursprünglich sollte Henry Cavill die Titelrolle übernehmen und wurde später von Dominic Cooper ersetzt. Gedreht wurde in Süditalien, Rom und London.

## Kritik
Variety.com vermutet, dass es aufgrund des schlechten Einspielergebnisses keine Fortsetzungen geben wird.

„No intended franchise can recover from a dud launch, and “Stratton” is that kind of stillbirth.“

„Kein geplantes Franchise kann sich von einem Blindgänger erholen, und „Stratton“ ist diese Art von Totgeburt.“